# Villa Schack

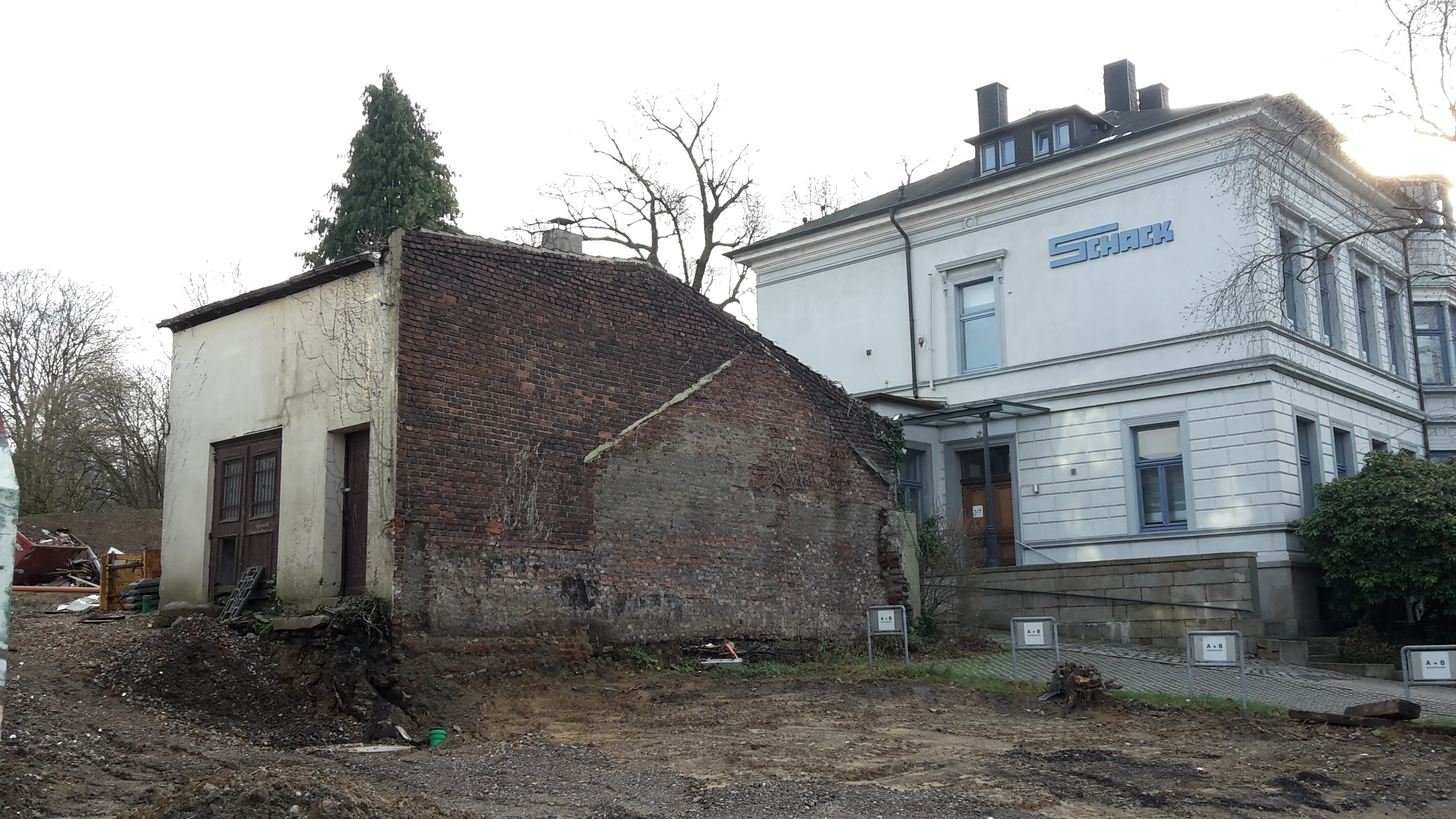
Villa Schack, Dezember 2018

Die Villa Schack ist ein Bauwerk südöstlich der Altstadt von Hattingen an der Friedrichstraße 3. Es wurde um 1880/90 gebaut. Es war erst nach dem Spirituosenhersteller Weygand benannt, später nach dem Arzt Georg Nauck und seiner Tochter, der Lehrerin Else Nauck und schließlich nach der Familie Schack.
Johann Schack wurde 1830 in Neuendorf geboren. Er ging 1854 als Zimmermann auf Wanderschaft und heiratete 1862 in die Familie des Bauunternehmers Papenhoff in Hattingen ein. Das Unternehmen trug später seinen Namen. Sein Sohn August führte das Unternehmen weiter, dann dessen Sohn Hans. Sein Urenkel ist Peter Papenhoff. Etwa 1985 beantragte der damalige Eigentümer Peter Papenhoff den Denkmalschutz. Die Erker des Hauses wurden nachträglich wiederhergestellt. 2002 ging das Unternehmen in Konkurs. Versteigert wurde auch das Geschäftsgebäude an der Friedrichstraße. 